# Anastasia Simanovich
Anastasia Dmitriyevna Simanovich (em russo:  Анастасия Дмитриевна Симанович; Kirishi, 23 de janeiro de 1995) é uma jogadora de polo aquático russa, medalhista olímpica.

## Carreira
Simanovich fez parte da equipe que conquistou a medalha de bronze pela Rússia nos Jogos do Rio de Janeiro, em 2016.